# Jekaterina Igorewna Pantjuchina
Jekaterina Igorewna Pantjuchina (russisch Екатерина Игоревна Пантюхина, UEFA-Transkription Ekaterina Pantyukhina; * 9. April 1993 in Wjatskije Poljany) ist eine russische Fußballspielerin, die seit dem Jahr 2011 bei Swesda 2005 Perm unter Vertrag steht.

## Karriere
Pantjuchina spielt seit der Saison 2011/12 beim russischen Erstligisten Swesda 2005 Perm, mit dem sie im Jahr 2013 die Vizemeisterschaft hinter dem WDW Rjasan erreichte. Sie lief zunächst von 2011 bis 2012 für die russische U-19-Nationalmannschaft auf und debütierte im Herbst 2013 in der russischen A-Nationalmannschaft.